# At the Court of Prince Make Believe
At the Court of Prince Make Believe és una pel·lícula muda de l'Éclair American protagonitzada per Clara Horton, Belle Adair i Alec B. Francis. La pel·lícula, d'una bobina, es va estrenar el 15 de març de 1914.

## Argument
El petit Sonny Brown torna a la seva miserable llar un dia per trobar que el seu pare ha mort. Sonny s'enfonsa i es desmaia pel carrer. El senyor i la senyora Chatterton que van en cotxe amb la seva filla petita el troben i el porten a casa. Quan es desperta descobreix la preciosa habitació de Clara que encara dorm profundament. El petit s'adorm de nou i somia que viatja fins a la Cort del Príncep Fantasia per demanar al rei que li restableixi la salut i el tregui de la pobresa.
El rei li diu a Sonny que ha de trobar la Primavera d'Amor. Després d'una llarga i cansada recerca, Sonny cau esgotat al carrer i és recollit per la bonica Pansy, la filla petita de l'avar que posseeix la Primavera d'Amor. El porta a casa del seu pare on el posen al llit. El duc Orelles-Grosses, un malvat servent de la cort del príncep Fantasia, entra i exigeix a Pansy que li porti menjar, tot i que el que realment vol és robar els diners de l'avar. Quan el veu,el segueix l'avar fins a la Primavera d'Amor i aleshores el dispara. Torna a la casa i demana un vas d'aigua. L'aigua es converteix en tinta i l'enverina. Inquieta perquè el seu pare no torna, Pansy i Sonny surten a buscar-lo i el troben a terra a la vora de la Primavera d'Amor amb l'or al seu voltant. Tristos per la mort de l'avar, Sonny i Pansy recullen tot l'or i es dirigeixen a la Cort del Príncep Fantasia. Allà, el petit és coronat príncep i Pansy es converteix en la seva princesa. En aquest moment, Sonny es desperta i es troba com els Chatterton l'observen i descobreix Clara que és la Pansy del seu somni.

## Repartiment
- Alec B. Francis (Mr. Chatterton)
- Clara Horton (Clara Chatterton/Pansy, al somni)
- Belle Adair (Mrs. Chatterton)
- Willie Gibbons (Sonny Brown)